# West Point (Georgia)
West Point es una ciudad ubicada en el condado de Troup en el estado estadounidense de Georgia. En el año 2000 tenía una población de 3.382 habitantes.

## Geografía
West Point se encuentra ubicada en las coordenadas 32°52′35″N 85°10′26″O / 32.87639, -85.17389 (32.876452, -85.173848).
Según la Oficina del Censo, la localidad tiene un área total de 11,8 km² (4,6 mi²), de la cual 11,5 km² (4,4 mi²) es tierra y 0,3 km² (0 mi²) (2.50%) es agua.

## Demografía
Según la Oficina del Censo en 2000 los ingresos medios por hogar en la localidad eran de $31,886, y los ingresos medios por familia eran $37,797. Los hombres tenían unos ingresos medios de $32,271 frente a los $22,135 para las mujeres. La renta per cápita para la localidad era de $16,735. 